# Чанчурян, Сурен Вараздатович
Суре́н Варазда́тович Чанчуря́н (23 сентября 1937, Ленинакан, Армянская ССР, СССР — 4 марта 2009, Ереван, Армения) — известный армянский танцор, солист Государственного ансамбля танца Армении, художественный руководитель этого прославленного национального коллектива (1993—2005), Народный артист Республики Армения (2006).

## Биография
Сурен Чанчурян родился в Ленинакане 23 сентября 1937 года в простой армянской многодетной семье.
Отец — Вараздат Левонович Чанчурян — строитель, мать — Рипсимэ Левоновна Папоян занималась хозяйством и воспитанием четверых детей.
После окончания средней школы Сурен закончил Ереванское хореографическое училище, отделение народного танца.
В 1967 году закончил Ереванский Институт Сельского хозяйства, факультет механики.

##### Семья
Супруга, ныне вдова, Валентина Амаяковна Габриелян — лингвист, в прошлом редактор издательства «Наири». У Сурена Чанчуряна осталось двое сыновей, один из которых — Эрик Суренович Чанчурян — руководит Государственным ансамблем танца Армении в настоящее время. Старший сын — Юрий Суренович Чанчурян — в прошлом успешный дипломат, ныне председатель Московской городской коллегии адвокатов.

## Творческая деятельность
В 1958 году, пройдя жесткий отбор, Сурен становится артистом новосозданного ансамбля танца Армении под руководством хореографа Эдуарда Манукяна.
Уже с первых же репетиций заметивший его художественный руководитель
Эдуард Манукян понял,что Сурен Чанчурян может и должен стать солистом ансамбля.
Высокий, статный, красивый и необыкновенно мужественный, он казался воплощением
истинного Армянина.Общественно политическая газета «Республика Армения», сентябрь 2007
Очень скоро приходят любовь и признание публики, и Сурен Чанчурян становится одним из ведущих солистов ансамбля, оставаясь таковым на протяжении всей своей творческой карьеры. За 25 лет танцор создал целый калейдоскоп образов — от обрядовых, шуточно-задорных, народных, деревенских до городских и воинственных. Блестяще исполнил сольные партии в таких замечательных постановках как «Анаит и Вачаган», «Берд», «Кинто», «Сардарапат», «Хантар», «Кавор и каворакин» и др.
Когда в едином порыве эмоционального самовыражения Сурен Чанчурян выходит
на сцену и раскидывает руки, кажется, что он выносит на руках всю Армению.Армянская поэтесса Метаксе
Эту Армению он «дарил» зрителям в разных уголках мира — залах арабского Востока, Европы, Израиля, Южной и Северной Америки, Мексики, Канады.
В 1993 году Сурен Чанчурян возглавил ансамбль в качестве художественного руководителя. Под его руководством в тяжелые для Армении годы Первой карабахской войны и экономической блокады коллектив начал свою вторую жизнь и вскоре продолжил активную концертную деятельность.
В 2005 году в связи с тяжёлой болезнью оставил коллектив. Сурен Чанчурян скончался на семьдесят втором году жизни в Ереване в марте 2009 года. Похоронен в Пантеоне города Еревана.

Танец "Сардарапат", Сурен Чанчурян первый слева

## Награды и звания
В 1973 году удостоен звания Заслуженного артиста Армянской ССР
В 2001 году указом президента Армении награждён медалью Мовсеса Хоренаци за значительные заслуги в области национальной культуры
В 2006 году удостоен звания Народного артиста Армении
В 2007 году награждён золотой медалью «Варпет» (в переводе с арм.яз. — «мастер») за выдающиеся заслуги в армянском национальном искусстве